# Centre d'excellence de Montréal en réhabilitation de sites

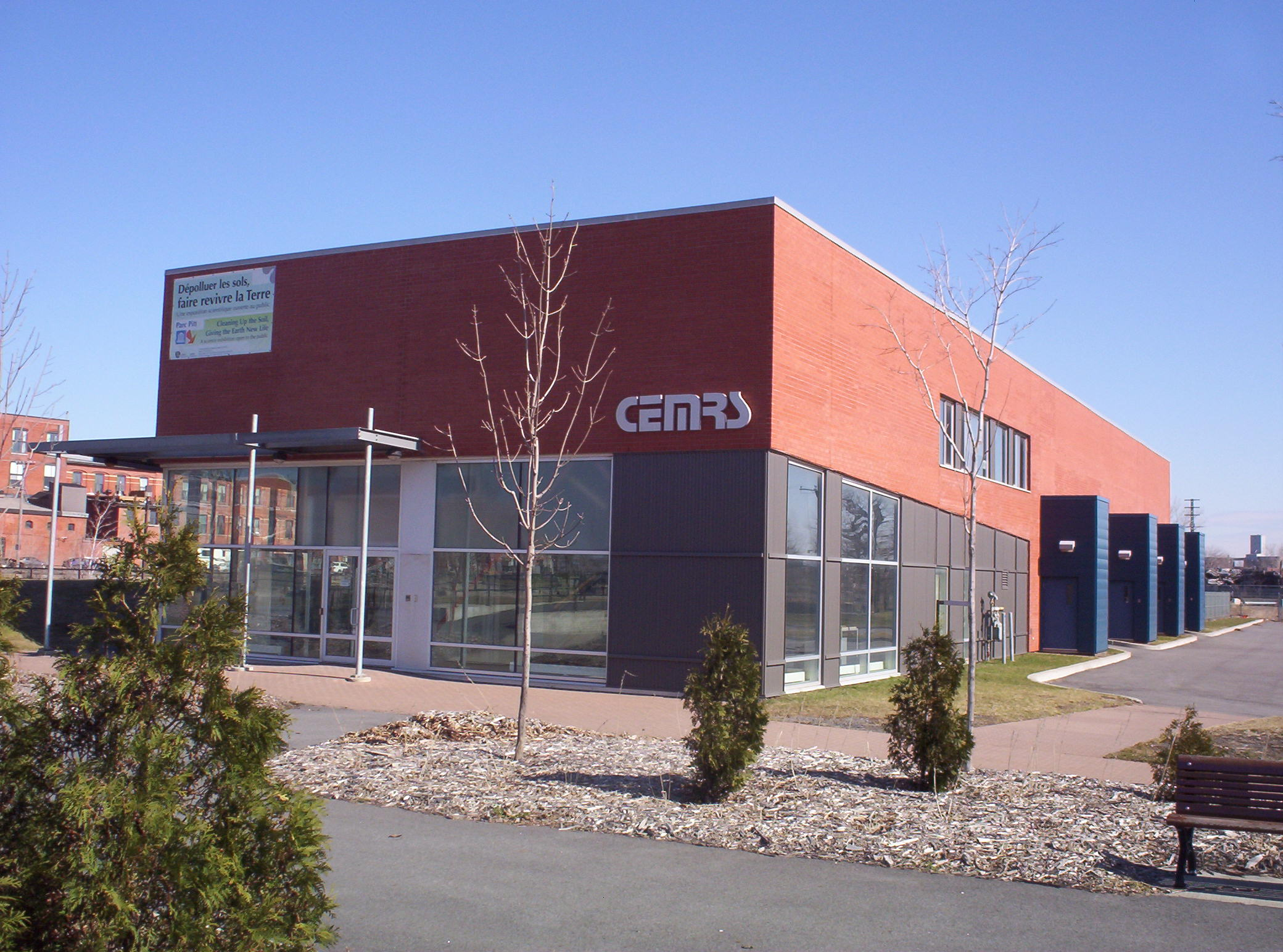
Vue sur l'édifice du CEMRS

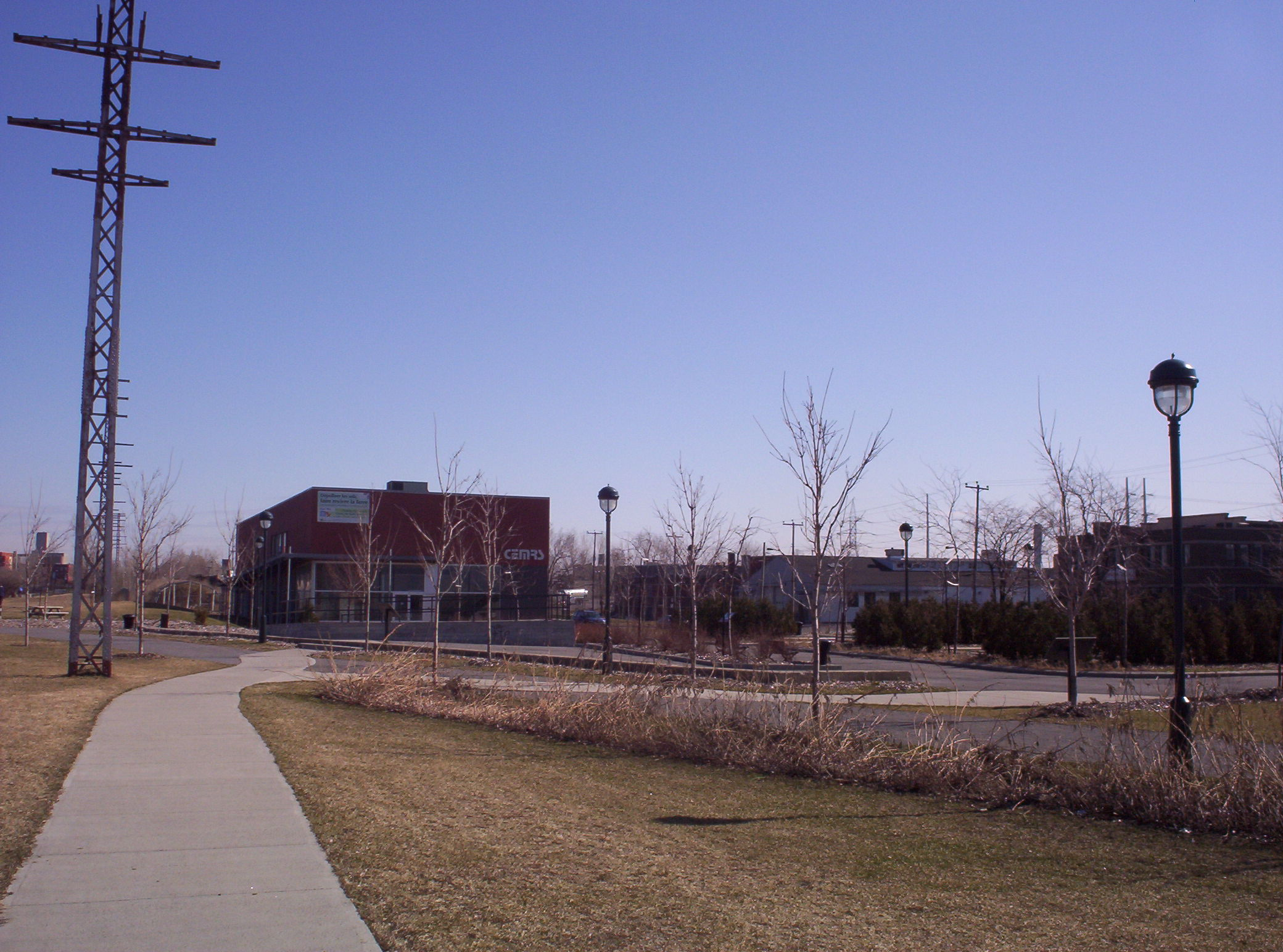
Vue sur le site de démonstration des techniques de dépollution par phytoremédiation.

Le Centre d'excellence de Montréal en réhabilitation de sites (CEMRS) était une corporation sans but lucratif montréalaise vouée à la réhabilitation des sites contaminés. Elle était située au 3705, rue Saint-Patrick aux abords du Canal Lachine sur l'ancien emplacement de la gare de triage du Canadien National.
Une vitrine permanente y était installée sous la forme d'un parc urbain, où les techniques de dépollution du sol par phytoremédiation y étaient expliquées. L'organisation a fermé ses portes en automne 2011.